# 艾士杰
艾士杰（義大利語：Gregorio Maria Grassi；1833年12月13日—1900年7月9日）圣名额我略，是天主教山西北境教区主教。他於1900年义和团运动时期在山西太原被杀，後來教宗若望·保禄二世將他封为圣人。
1833年12月13日，艾士杰于意大利北部Castellazzo-Bormida热心的天主教家庭出生。父名若翰，母名保辣玛利亚，母親是前山西教区主教江类思的胞姐。他於1849年12月14日离俗出家，入方济各会（OFM）；改名额我略。经过8年的学习，他於1856年8月17日晋鐸。他於1860年到达中国後先在山东传教五年，后转入山西省。他於1876年1月28日升为山西教区副主教，代替年老多病的江类思主教负责全省的教务；他於11月19日晉牧。1890年6月17日，山西分为南北2个教区。江类思於1891年9月6日病故，艾士杰于是正式担任山西北境教区主教，驻扎省会太原东三道巷的主教座堂。（1900年被焚毁，后易地重建）  
艾士杰管理山西教务24年，扩建了大小修道院，建造了大小教堂60余座；其中规模较大、今日尚存的有潦沟，清源，大同，祁县，九汲村，后山圣母堂，棋子山等处。他又善于理财，在城乡各处广置田地房屋，使教区财政不虞匮乏。另外，艾士杰的服装则完全中国化。
艾士杰於1876年开始负责山西教务，當年正赶上华北五省亘古罕见的大饥荒，于是他和英国浸信会的李提摩太牧師等人大力赈济灾民。
1900年7月9日（义和团运动期間），身在主教座堂的艾士杰、富格辣副主教，雷体仁神父、德奥理神父、安助理修士、五名修道生、七名外籍修女和九名服役教徒合共26人均在山西巡抚衙门前被杀死。主教座堂及教会所有房屋全毁于火，是为太原教案。艾士杰主教卒年66岁。
教宗庇护十二世於1946年11月24日將他宣福。2000年10月1日，教宗若望·保禄二世将他与百余位同时期在华死难者冊封为圣人。